# Tainy
Marco Masís (San Juan, 9 de agosto de 1989), artisticamente conhecido como Tainy, é um produtor e compositor porto-riquenho. Ele entrou no mundo do reggaeton com seu trabalho em Más Flow 2.

## Carreira
Depois de se encontrar com Nely "El Arma Secreta", ele deu a demo de Luny Tunes. Luny gostou do que ouviu e contratou Tainy para sua equipe. Quando Tainy tinha 15 anos, Nely lhe emprestou o FL Studio XXL pela produção. A primeira tarefa que Tainy recebeu de Luny foi verificar se ele realmente tinha o que era necessário. Luny gostou da primeira música em que trabalhou tanto que acabou usando-a no Mas Flow 2.
Tainy coproduziu (com Luny Tunes) o álbum Los Benjamins, produzindo 15 das faixas. Ele trabalhou como produtor com Wisin & Yandel, Janet Jackson, Jennifer Lopez, Paris Hilton, Wise e muito mais. Em 2019, Tainy apareceu na música "Feel It Too", com Jessie Reyez e Tory Lanez.
O seu single "Nada", com a colaboração de Lauren Jauregui e C. Tangana, foi lançado em 21 de fevereiro de 2020. A música é do seu primeiro EP solo, Neon16 Tape: The Kids That Grew Up On Reggaeton.
Ele recebeu três prêmios Broadcast Music, Inc. (BMI), concedidos anualmente a compositores, compositores e editores de música das músicas mais tocadas do ano no catálogo BMI, por "Abusadora", de Wisin & Yandel, "Pam Pam"  e "La Vida Es Así", de Ivy Queen.
Em 2021, Tainy trabalhou no 1° EP totalmente em espanhol da cantora e atriz Selena Gomez, o EP Revelación.
Em junho de 2023, Tainy lançou seu primeiro álbum de estúdio solo, intitulado Data. O projeto reúne colaborações com diversos artistas de destaque da música latina, como Bad Bunny, Rauw Alejandro e Jhayco. Data explora a fusão de gêneros como reggaeton, pop, R&B e música eletrônica, evidenciando a versatilidade de Tainy na produção musical e consolidando-o como um dos principais inovadores da música urbana contemporânea.

## Discografia de produção
- 2005: Más Flow 2
- 2005: Motivando A La Yal: Special Edition
- 2005: Sangre Nueva
- 2005: La Moda
- 2006: Pa'l Mundo: Deluxe Edition
- 2006: Top of the Line
- 2006: Los Rompe Discotekas
- 2006: Luny Tunes & Tainy: Mas Flow: Los Benjamins
- 2006: The Bad Boy
- 2006: Los Vaqueros
- 2007: Luny Tunes & Tainy: Los Benjamins: La Continuación
- 2007: It's My Time
- 2007: Wisin vs. Yandel: Los Extraterrestres
- 2007: Sangre Nueva Special Edition
- 2007: The Perfect Melody
- 2007: El Cartel: The Big Boss
- 2007: Broke and Famous
- 2008: Semblante Urbano
- 2008: La Melodía de la Calle
- 2008: Los Extraterrestres: Otra Dimensión
- 2008: Talento de Barrio
- 2008: Luny Tunes Presents: Erre XI
- 2008: Masacre Musical
- 2008: El Fenómeno
- 2009: Down to Earth
- 2009: Welcome to the Jungle
- 2009: La Revolución
- 2009: The Last
- 2009: The Black Frequency - Los Yetzons
- 2009: La Melodia De La Calle: Updated
- 2009: La Evolución
- 2010: My World
- 2010: El Momento
- 2010: Drama Queen
- 2010: Los Verdaderos
- 2011: Los Vaqueros 2: El Regreso
- 2011: Musica + Alma + Sexo
- 2011: Formula, Vol. 1
- 2012: Líderes
- 2012: La Formula (album)
- 2013: Los Sucesores - J King & Maximan
- 2013: Geezy Boyz - De La Ghetto
- 2013: De Líder a Leyenda
- 2013: Sentimiento, Elegancia & Maldad
- 2014: Legacy
- 2014: El Regreso del Sobreviviente
- 2014: Love and Sex
- 2015: Legacy: De Líder a Leyenda Tour (EP)
- 2015: La Melodía de la Calle: 3rd Season
- 2015: The Last Don, Vol. 2
- 2015: La Artilleria Vol. 1
- 2015: Dangerous
- 2015: Revolucionario
- 2016: Alto Rango
- 2017: Update
- 2018: X100pre
- 2019: Hurt By You
- 2019: OASIS
- 2019: The Kids That Grew Up On Reggaeton
- 2020: YHLQMDLG
- 2021: Revelación de Selena Gomez

## Prêmios e indicações
| Ano  | Trabalho Indicado                                  | Categoria                     | Resultado |
| ---- | -------------------------------------------------- | ----------------------------- | --------- |
| 2009 | Abusadora (de Wisin & Yandel)                      | Melhor Canção Urbana          | Venceu    |
| 2018 | Vibras (de J Balvin)                               | Álbum do ano                  | Indicado  |
| 2018 | Vibras (de J Balvin)                               | Melhor álbum de música urbana | Venceu    |
| 2019 | Querer Mejor (de Juanes apresentando Alessia Cara) | Registro do ano               | Indicado  |
| 2019 | Querer Mejor (de Juanes apresentando Alessia Cara) | Canção do ano                 | Indicado  |
| 2019 | Montaner (de Ricardo Montaner)                     | Melhor álbum de engenharia    | Indicado  |